# گوانشیان
گوانشیان (به لاتین: Guan County, Shandong) یک منطقهٔ مسکونی در جمهوری خلق چین است که در لیائوچنگ واقع شده‌است.